# Mercado de verano
El Mercado de fichajes de verano, o abreviado mercado de verano, es un término de uso futbolístico para hacer referencia a un plazo de tiempo, mayoritariamente entre el final de una temporada y el comienzo de la siguiente, en el que los clubes de fútbol pueden hacer transferencias o altas de futbolistas o en fin realizar salidas o bajas de algún jugador del equipo. 
Realmente el plazo o duración de dicho mercado no está estipulado oficialmente ante la FIFA. En cada federación futbolística por país esta puede variar, dependiendo del formato de liga o las reglamentaciones de la institución futbolística, como en el caso de España. 
Normalmente, el inicio del mercado veraniego se suele situar entre la segunda quincena del mes de junio y la primera quincena del mes de julio. En cambio, el final del periodo de traspasos normalmente suele finalizar en el mes de agosto.
Este plazo suele ser el que utilizan los equipos para crear nuevas plantillas e incluso un nuevo equipo técnico. En contraposición, el mercado de invierno suele utilizarse para hacer ajustes menores a una plantilla ya formada o para buscar sustituto a algún jugador lesionado.